# 阿爾馬什鄉

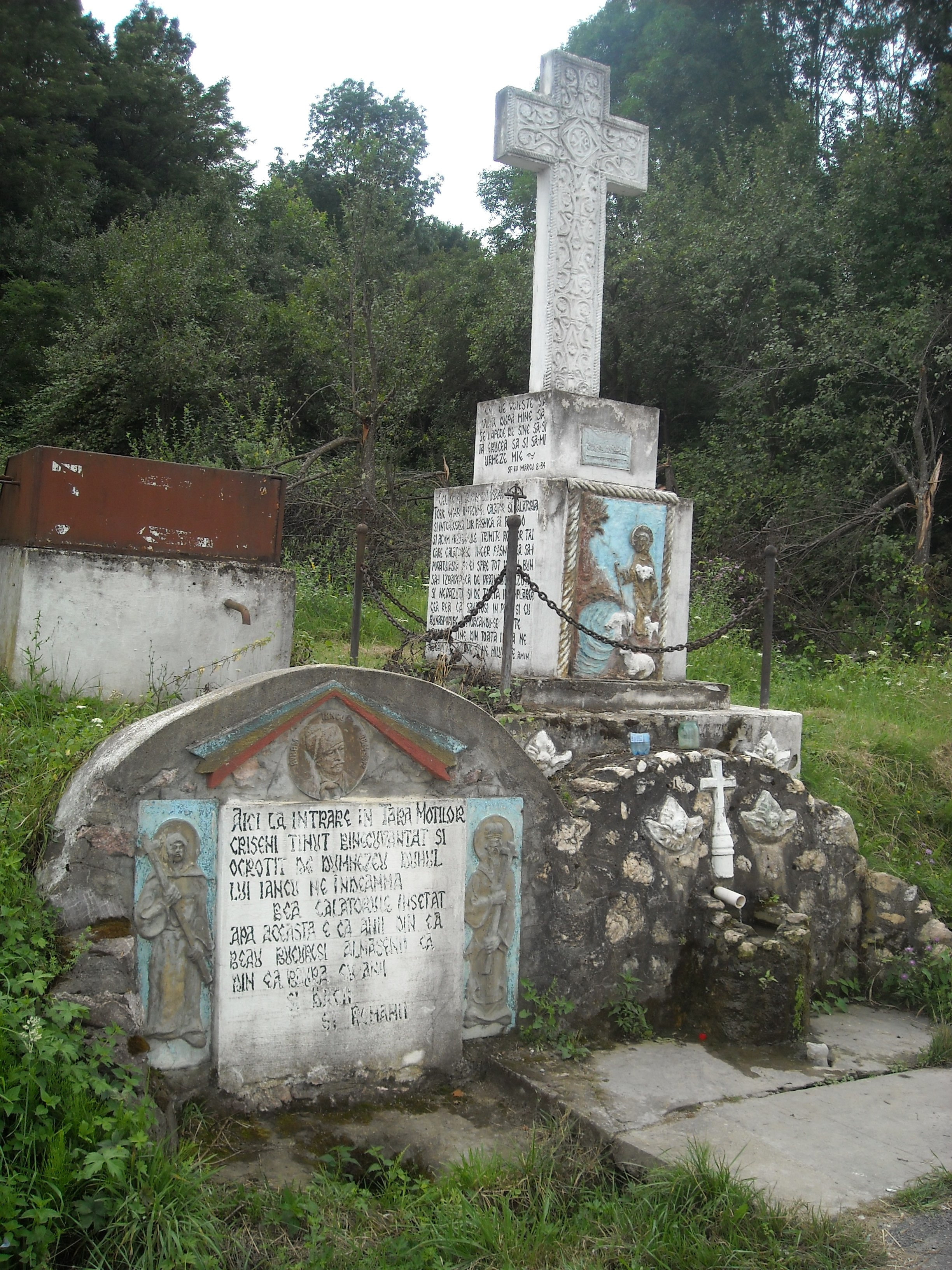
阿爾馬什鄉

46°16′59″N 22°13′59″E / 46.283°N 22.233°E
阿爾馬什鄉（羅馬尼亞語：Comuna Almaș, Arad），是羅馬尼亞的鄉份，位於該國西部，由阿拉德縣負責管轄，面積81平方公里，海拔高度204米，2011年人口2,532，人口密度每平方公里31人。